# Bassira
Bassira (auch: Basira) ist ein Dorf in der Landgemeinde Tibiri in der Region Maradi in Niger.

## Geographie
Das von einem traditionellen Ortsvorsteher (chef traditionnel) geleitete Dorf liegt direkt an der Staatsgrenze zu Nigeria. Es befindet sich rund 48 Kilometer südwestlich des Hauptorts Tibiri der gleichnamigen Landgemeinde, die zum Departement Guidan Roumdji in der Region Maradi gehört. Zu den Siedlungen in der näheren Umgebung von Bassira zählen Toda Peulh im Norden, Tchadi im Nordosten und Dan Kano im Südosten.
Bassira ist Teil der Übergangszone zwischen Sahel und Sudan. Die durchschnittliche jährliche Niederschlagshöhe beträgt hier zwischen 400 und 500 mm.

## Geschichte
Ein Anstieg von Gewalt und Kriminalität in den Bundesstaaten Katsina, Sokoto und Zamfara im Nachbarland Nigeria führte in der zweiten Jahreshälfte 2019 dazu, dass zahlreiche Flüchtlinge in Niger Schutz suchten. Bassira gehörte neben sechs weiteren Siedlungen in der Region Maradi zu den wichtigsten Aufnahmeorten für insgesamt 10.000 Personen.
Die Region Maradi sah sich zunehmend den Angriffen von Kriminellen aus dem Norden Nigerias ausgesetzt. Meistens richteten sich die Attacken gegen die Zivilbevölkerung. Sie waren mit gezielten Attentaten und Entführungen zwecks Lösegeldforderungen verbunden. Eine bewaffnete Gruppe auf etwa einhundert Motorrädern griff am 22. Februar 2024 einen Posten der staatlichen Sicherheitskräfte in Bassira an. Dabei starben vier Gendarmen. Zwei weitere Personen, ein Gendarm und eine Zivilistin, wurden verletzt. Bei einem Gegenangriff der Sicherheitskräfte wurden mehrere Dutzend der Angreifer getötet oder verletzt.

## Bevölkerung
Bei der Volkszählung 2012 hatte Bassira 908 Einwohner, die in 112 Haushalten lebten. Bei der Volkszählung 2001 betrug die Einwohnerzahl 487 in 63 Haushalten und bei der Volkszählung 1988 belief sich die Einwohnerzahl auf 784 in 111 Haushalten.

## Wirtschaft und Infrastruktur
Es gibt eine Schule im Dorf.